# Krynicznik połyskujący
Krynicznik połyskujący (Nitella translucens) – gatunek makroglona z rodziny ramienicowych.
Znany z pojedynczych stanowisk w Europie m.in. w Skandynawii, Niemczech i na Słowacji oraz z jeszcze rzadszych na innych kontynentach. W wielu krajach klasyfikowany jako krytycznie zagrożony wyginięciem, natomiast w Polsce jako wymarły. W Polsce po raz ostatni odnotowany w latach 60. XX wieku na dwóch stanowiskach. W 2013 i 2018 roku odkryty ponownie w jeziorze Jeleń w Bytowie na podstawie badań morfologicznych i molekularnych przez zespół z Uniwersytetu Adama Mickiewicza w Poznaniu.
Gatunek słodkowodny, poszczególne okazy są długie, smukłe, zwykle dorastają do 40 cm wysokości (długość największych znanych okazów dochodziła do 2 m), charakteryzujące się jasnozieloną barwą. Może być błędnie uznany za roślinę wyższą, gdyż wytwarza struktury podobne do liści i łodyg – grupy 6–8 ząbkowanych wypustek rosną okółkowo w regularnych odstępach na pseudołodydze. Rozmnaża się płciowo oraz wegetatywnie. Gatunek wychwytuje nadmiar fosforu i azotu, transportując je do osadów na dnie.
Zasiedla dna jezior i sztucznych zbiorników wodnych, przytwierdzony do podłoża chwytnikami lub unoszący się nad dnem. Przyjmuje się, że występuje w niewielkich, rzadkich kępach na głębokości od 0,3 do 4 m i wymaga dużej ilości światła oraz miękkiej wody o niskiej zawartości soli mineralnych, jednak na stanowisku w jeziorze Jeleń gatunek bytował na głębokości 6 m i w dużym zagęszczeniu, wypierając inne gatunki, w efekcie czego zajął 80% dna jeziora. Prawdopodobnie sprzyja mu proces eutrofizacji.
Stanowi miejsce bytowania niektórych ryb, jak również pożywienie części gatunków ryb. Kolonie krynicznika stabilizują również dno zbiorników wodnych.